# Sigrid Wenzel (Bildhauerin)
Sigrid Wenzel (* 1934 in Ratingen:18) ist eine deutsche Bildhauerin.

## Leben
Sigrid Wenzel studierte an der Kunstakademie Düsseldorf. Studienreisen führten sie nach Frankreich, Dänemark, Niederlande, Großbritannien, Italien, Griechenland und Japan.:18 Ihre Arbeiten im öffentlichen Raum umfassen eine Vielzahl an Metallplastiken, Bronze-Skulpturen, Porträts, Reliefs, Wappen, Gedenktafeln und Brunnen in Bonn, Hamburg, Bad Honnef, Königswinter  und Umgebung.
Sigrid Wenzel lebt seit längerem im Königswinterer Stadtteil Thomasberg.

## Ausstellungen (Auswahl)
- 1990: Königswinter, Deutscher Beamtenbund[1]:18
- 1993: Augustusburg, Jagdschloss Augustusburg[1]:18
- 1997: Königswinter, Haus Schlesien[4]
- 1999: Bonn, Stadtbezirk Beuel, Heimatmuseum Beuel[5]
- 2001: Bad Honnef, Rathaus[1]:18
- 2010: Bonn, Stadtbezirk Beuel, Heimatmuseum Beuel[6]

## Werk (Auswahl)
| Entstehungsjahr | Gemeinde Ortsteil                                  | Adresse                                                            | Bild           | Objekt                                                                                          | Anmerkungen                                                                              |
| --------------- | -------------------------------------------------- | ------------------------------------------------------------------ | -------------- | ----------------------------------------------------------------------------------------------- | ---------------------------------------------------------------------------------------- |
| 1988            | Freie und Hansestadt Hamburg Stadtteil Hammerbrook | Heinrich-Grone-Stieg Lage                                          | weitere Bilder | Gedenktafel am Gedenkstein für den Geometer Heinrich Stück (1823–1915)                          | mit Portraitrelief; Material: Bronze                                                     |
| 1988            | Stadt Bonn Ortsteil Duisdorf                       | Rochusplatz                                                        |                | Europa-Säule (mit Nicolaj Adlesič)                                                              | Entwurf der Säule von Adlesič, Bronzetafel von Wenzel:18; 2003 renoviert                 |
| 1988            | Stadt Bonn Ortsteil Muffendorf                     | Muffendorfer Straße 19–21                                          | weitere Bilder | Heckpfeiler                                                                                     |                                                                                          |
| 1989            | Stadt Bad Honnef                                   | Lage                                                               | weitere Bilder | Informationstafeln mit Rekonstruktionsplänen der Löwenburg unterhalb der Burgruine              | Material: Bronze; Auftraggeber: Staatliches Forstamt Siegburg                            |
| 1989/1990       | Stadt Bonn Ortsteil Endenich                       | Frongasse/ Alfred-Bucherer-Straße                                  | weitere Bilder | Pferdetränke                                                                                    | Nachbildung der Pferdetränke auf dem Remigiusplatz; Material: Bronze                     |
| 1990            | Stadt Bonn Ortsteil Bonn-Zentrum                   | Am Hof                                                             |                | Bronzetafel                                                                                     | Material: Bronze                                                                         |
| 1991            | Stadt Königswinter Ortsteil Wahlfeld               | Lützer Weg Lage                                                    |                | Gedenktafel an einem Kriegerdenkmal bei der Antoniuskapelle                                     | Material: Bronze                                                                         |
| 1991            | Stadt Königswinter Ortsteil Thomasberg             | Obere Straße 8 Lage                                                |                | Gedenktafel für den Heimatforscher und Geologen Matthias Schonauer (1857–1931)                  | in der ehemaligen Grundschule Thomasberg (heute Bauamt der Stadt Königswinter)           |
| 1992            | Stadt Bonn Ortsteil Ramersdorf                     | Gallusstraße/ Holzgasse (Dorfplatz) Lage                           | weitere Bilder | Schürreskarren-Brunnen                                                                          | Material: Bronze                                                                         |
| 1993            | Stadt Königswinter Ortsteil Altstadt               | Drachenfelsstraße 9 (Marktplatz) Lage                              |                | Gedenktafel für die Opfer des Nationalsozialismus am Eingang des Rathauses                      | Tafel heute nicht mehr am ursprünglichen Standort vorhanden                              |
| 1993            | Stadt Bonn Ortsteil Beuel-Mitte                    | Friedrich-Breuer-Straße/ Obere Wilhelmstraße (Dr.-Weis-Platz) Lage | weitere Bilder | Stadtbrunnen                                                                                    | Auftraggeber: Heimat- und Geschichtsverein Beuel am Rhein                                |
| 1994            | Stadt Bad Honnef                                   | Hauptstraße Lage                                                   | weitere Bilder | Gedenktafel Burg und Ort Reitersdorf im Park Reitersdorf (nach Entwurf von Wilhelm W. Hamacher) | Material: Bronze; Auftraggeber: Heimat- und Geschichtsverein „Herrschaft Löwenburg“ e.V. |
| 1996            | Stadt Königswinter Ortsteil Niederdollendorf       | Johannes-Albers-Allee 3 Lage                                       |                | Vogelbrunnen im Park des Arbeitnehmer-Zentrums Königswinter                                     |                                                                                          |
| 1996            | Stadt Königswinter Ortsteil Niederdollendorf       | Johannes-Albers-Allee 3 Lage                                       |                | Plastik „Entfaltung“ im Park des Arbeitnehmer-Zentrums Königswinter                             | Material: Edelstahl                                                                      |
| 1996            | Stadt Königswinter Ortsteil Niederdollendorf       | Johannes-Albers-Allee 3 Lage                                       | weitere Bilder | Plastik „Woge“ im Park des Arbeitnehmer-Zentrums Königswinter                                   | Material: Messingblech                                                                   |
| 1997            | Stadt Königswinter Ortsteil Thomasberg             | Wiesenstraße/ Zum kleinen Ölberg Lage                              |                | Steinhauer-Denkmal                                                                              | Material: Bronze; mit Gedenktafel; Auftraggeber: Bürgerverein Thomasberg                 |
| 2000            | Stadt Königswinter Ortsteil Heisterbacherrott      | Dollendorfer Straße                                                |                | Bronzetafel am Leddeköpp-Denkmal                                                                | mit Wappenrelief                                                                         |
| 2001            | Stadt Bad Honnef                                   | Weyermannallee 1a Lage                                             |                | Gedenktafel für Johann Joseph Brungs an dessen Wohnhaus                                         | mit Portraitrelief; Material: Bronze; Stifter: Stadtsparkasse Bad Honnef                 |
| 2008            | Stadt Bonn Ortsteil Beuel-Mitte                    | Hans-Steger-Ufer Lage                                              |                | Informationstafeln an der Nachbildung des Brückenmännchens an der Hochwasserschutzmauer Beuel   | mit Brücken-Relief; Material: Bronze                                                     |
| 2009            | Stadt Königswinter Ortsteil Heisterbacherrott      | Dollendorfer Straße Lage                                           |                | Nikolauskapelle: Nikolaus-Statuette mit Bischofsstab und Mitra                                  | Material: Bronze                                                                         |
| 2015            | Stadt Königswinter Ortsteil Altstadt               | Drachenfelsstraße, Hauptstraße                                     | weitere Bilder | Bodenplatten zur Erinnerung an die vier ehemaligen Stadttore                                    | mit Stadtmauer-Relief; Material: Bronze                                                  |